# No Te Va Gustar
No Te Va Gustar (popularmente abreviada y estilizada como NTVG) es un grupo musical de Uruguay formado el 25 de junio del año 1994 en Montevideo. Está integrado por Emiliano Brancciari (voz y guitarra), Guzmán Silveira (bajo y coros), Diego Bartaburu (batería), Martín Gil (trompeta y coros), Denis Ramos (trombón y coros), Mauricio Ortiz (saxofón barítono y tenor), Pablo Coniberti (guitarra y coros) y Francisco Nasser (teclados, coros y guitarra).

## Origen del nombre
A la hora de hacer la primera presentación en un festival, el grupo todavía no tenía un nombre. Emiliano y Mateo pensaron un nombre que, según cuentan, era muy malo (y por cábala nunca contaron cuál era). Cuando le fueron a contar a Pablo (el baterista), le dijeron textualmente «Tenemos el nombre [...] no te va a gustar», a lo que este respondió «¡Está buenísimo!». Se dieron cuenta, entonces, que era mucho mejor que el que habían pensado y lo propusieron definitivamente. Decidieron también que se escribiera «No Te Va Gustar» (sin la preposición «a»).

## Historia
No Te Va Gustar se formó el 25 de junio del año 1994, con la mayoría de sus miembros alrededor de los 16 años. La banda empezó con un cuarteto compuesto por Emiliano Brancciari (voz y guitarra), Gonzalo Castex (percusión), Mateo Moreno (bajo) y Pablo Abdala (batería). En 1996 se sumaron Pamela Retamoza (saxofón), Emiliano García (saxo) y Santiago Svirsky (trombón). Unos meses después se integró Martín Gil (trompeta). En 1997, la banda agregó otros estilos musicales tales como reggae, ska y murga.
En 1998, la banda empieza a ser conocida y resulta ganadora del III Festival de la Canción de Montevideo y del concurso organizado por la Comisión de la Juventud de la Intendencia Municipal de la capital uruguaya.
En 1999 recorren diferentes escenarios montevideanos. En julio de ese año comienzan la grabación de su primer disco, Sólo de noche, terminado de editar en diciembre en forma independiente. Tras el lanzamiento del disco, Svirsky abandonó el grupo y fue reemplazado por Denis Ramos.
Durante el verano de 2000, la banda realizó un extenso tour por la costa este uruguaya, recorriendo las ciudades de Punta del Diablo, Valizas, Cabo Polonio, La Pedrera, La Paloma, Atlántida, El Pinar y Solymar. Luego tocaron por primera vez en Argentina, el 27 de febrero, y por primera vez en Bahía Blanca, en el Club Liniers. En abril se presentó oficialmente «Sólo de noche». Un año después el número de miembros se redujo, porque los saxofonistas (Retamoza y García) decidieron irse. Acto seguido, entró a la banda Mauricio Ortiz en saxo.
Durante 2002  grabaron su segundo disco, Este fuerte viento que sopla, en la ciudad de Santiago de Chile. A partir de ese momento, logran consolidarse como una de las principales bandas referentes de rock uruguayo, con una agenda muy agitada y alcanzando el disco de oro, a tan solo seis meses del lanzamiento del disco.

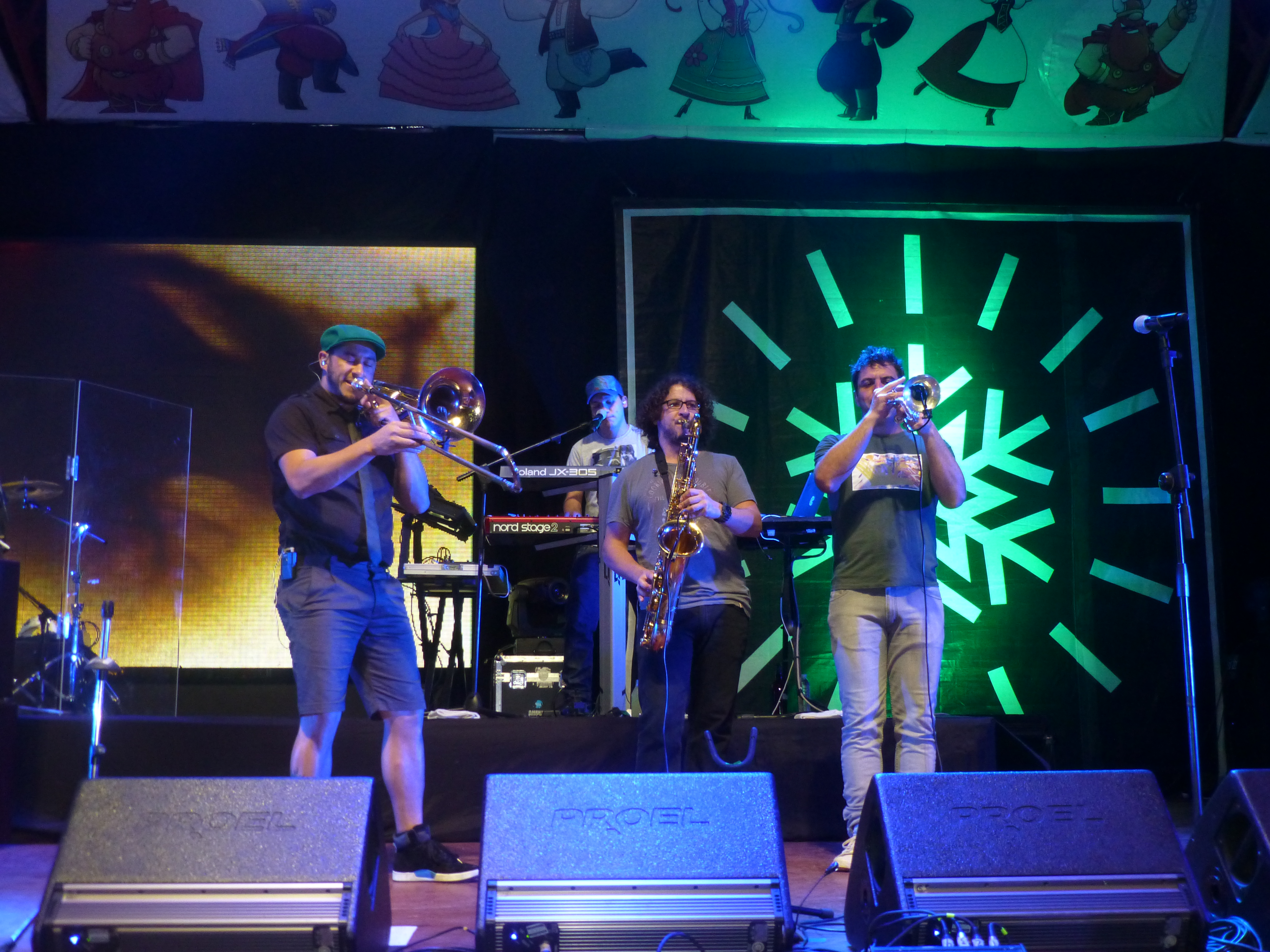
No Te Va Gustar en Obera, Misiones.

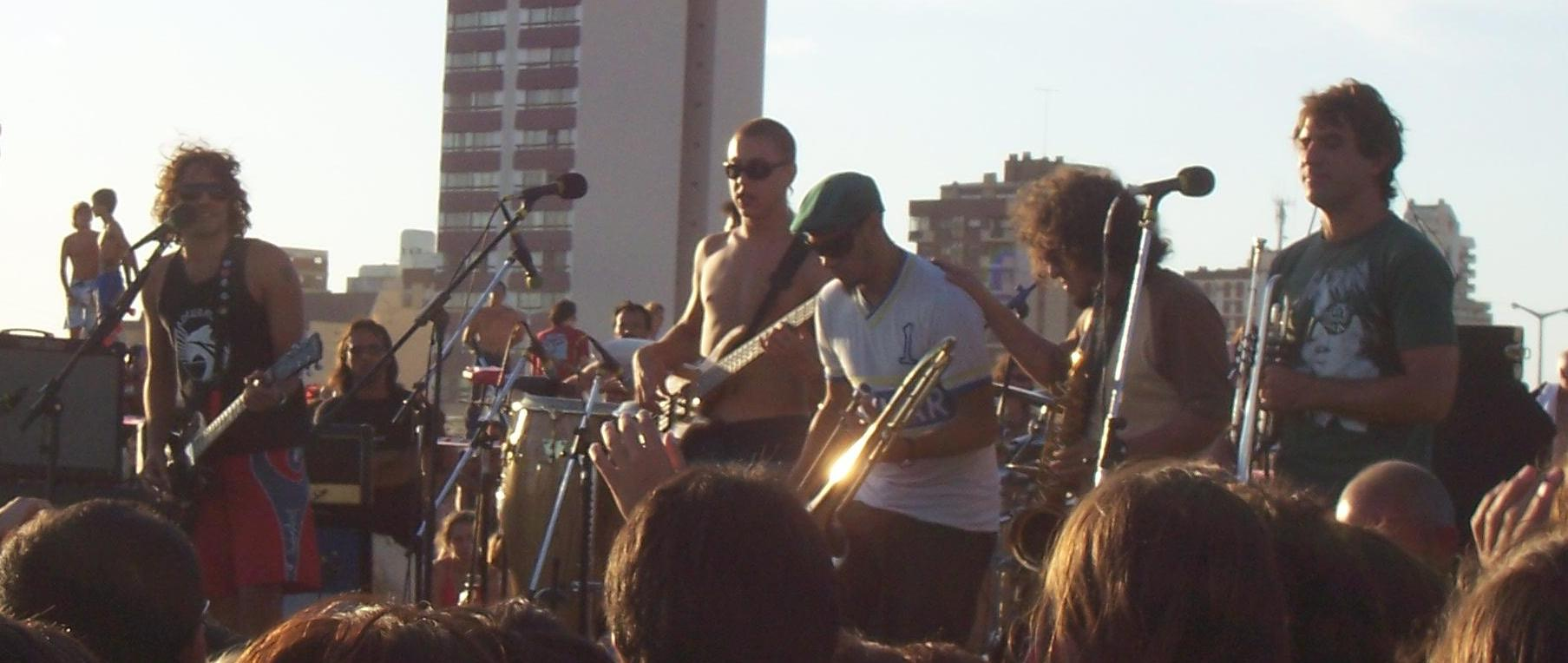
Dando un show al aire libre en la ciudad de Necochea.

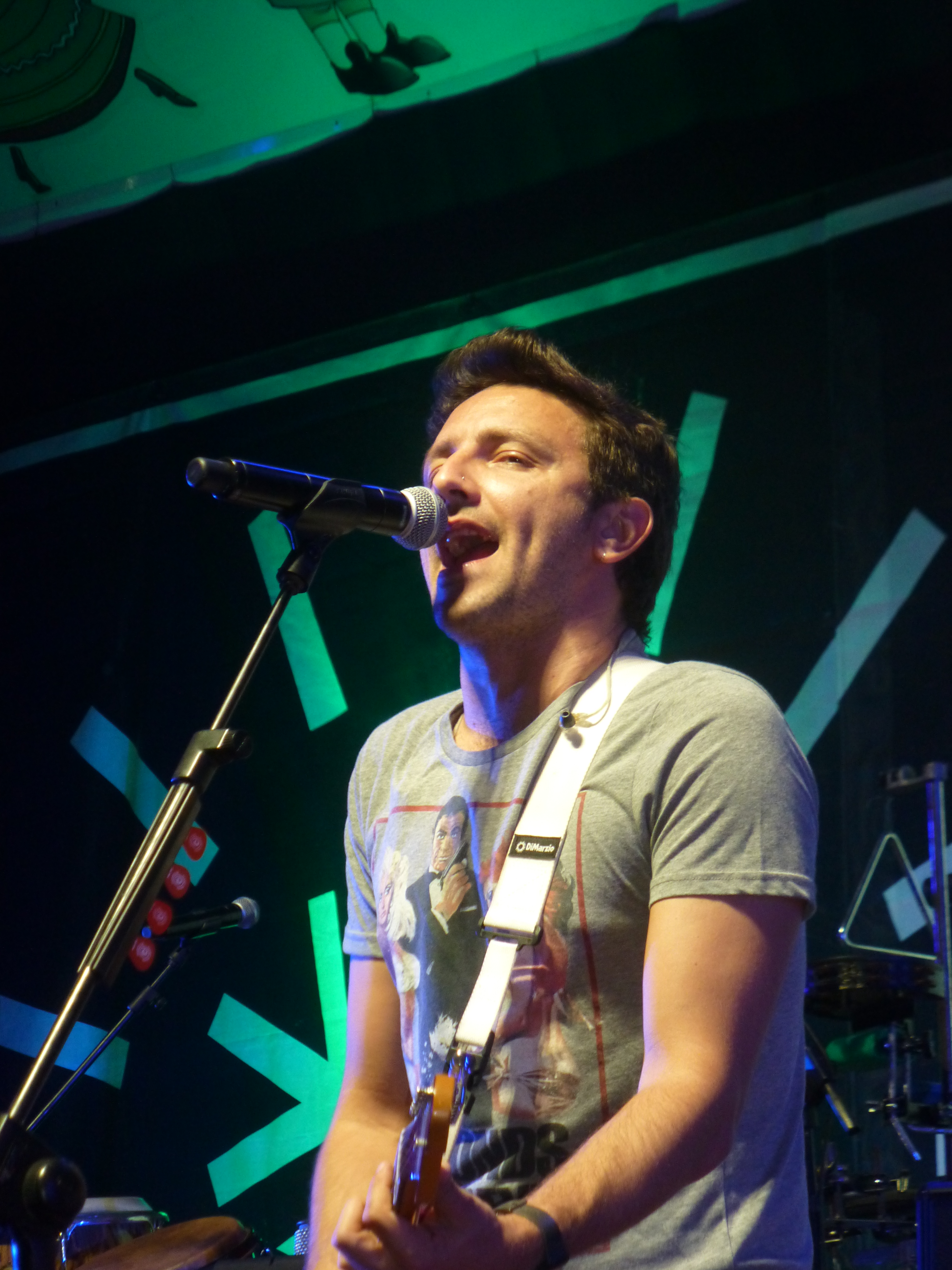
Emiliano Brancciari, vocalista de la banda.

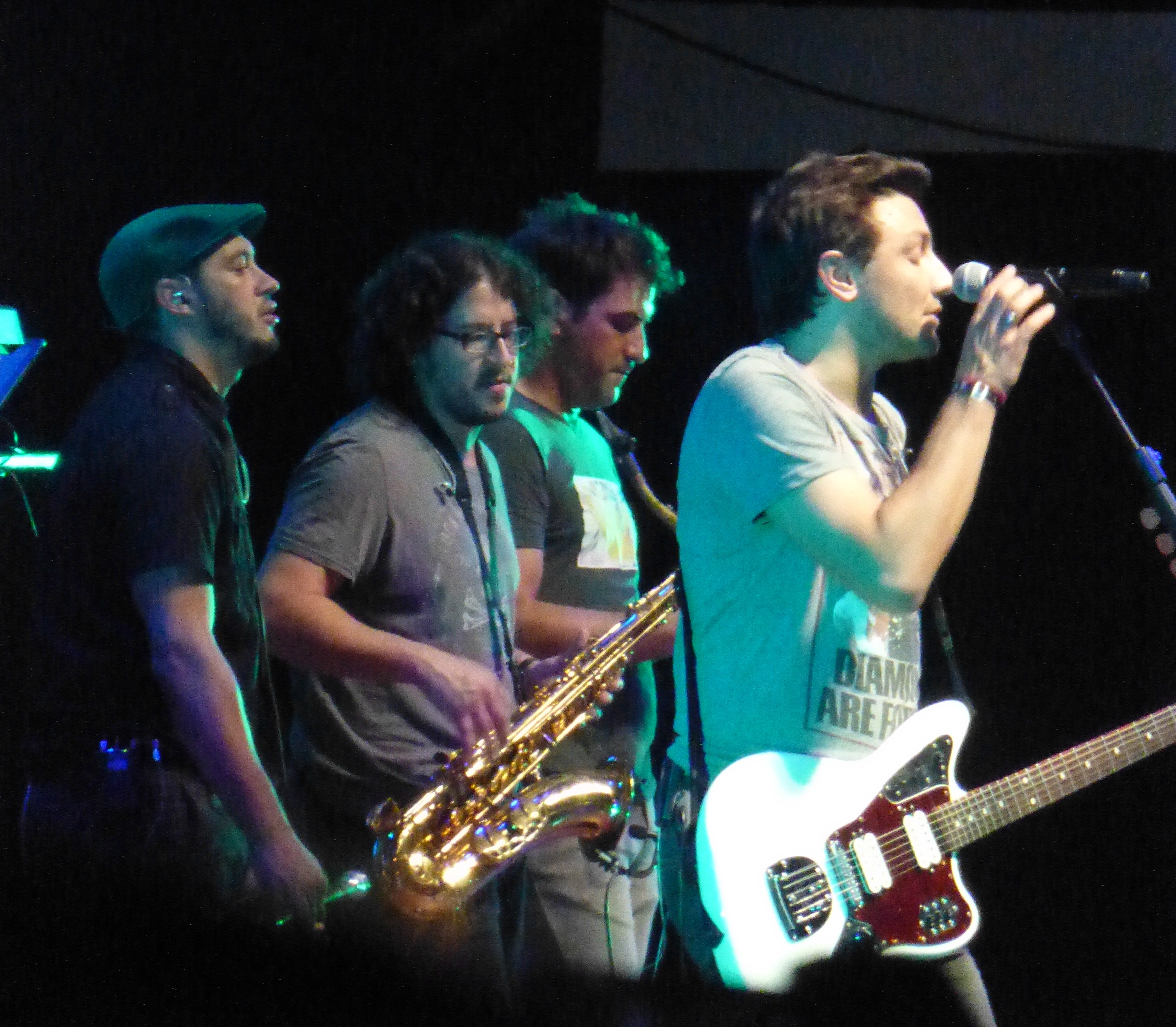
La banda durante una presentación en la ciudad de Oberá, Misiones.

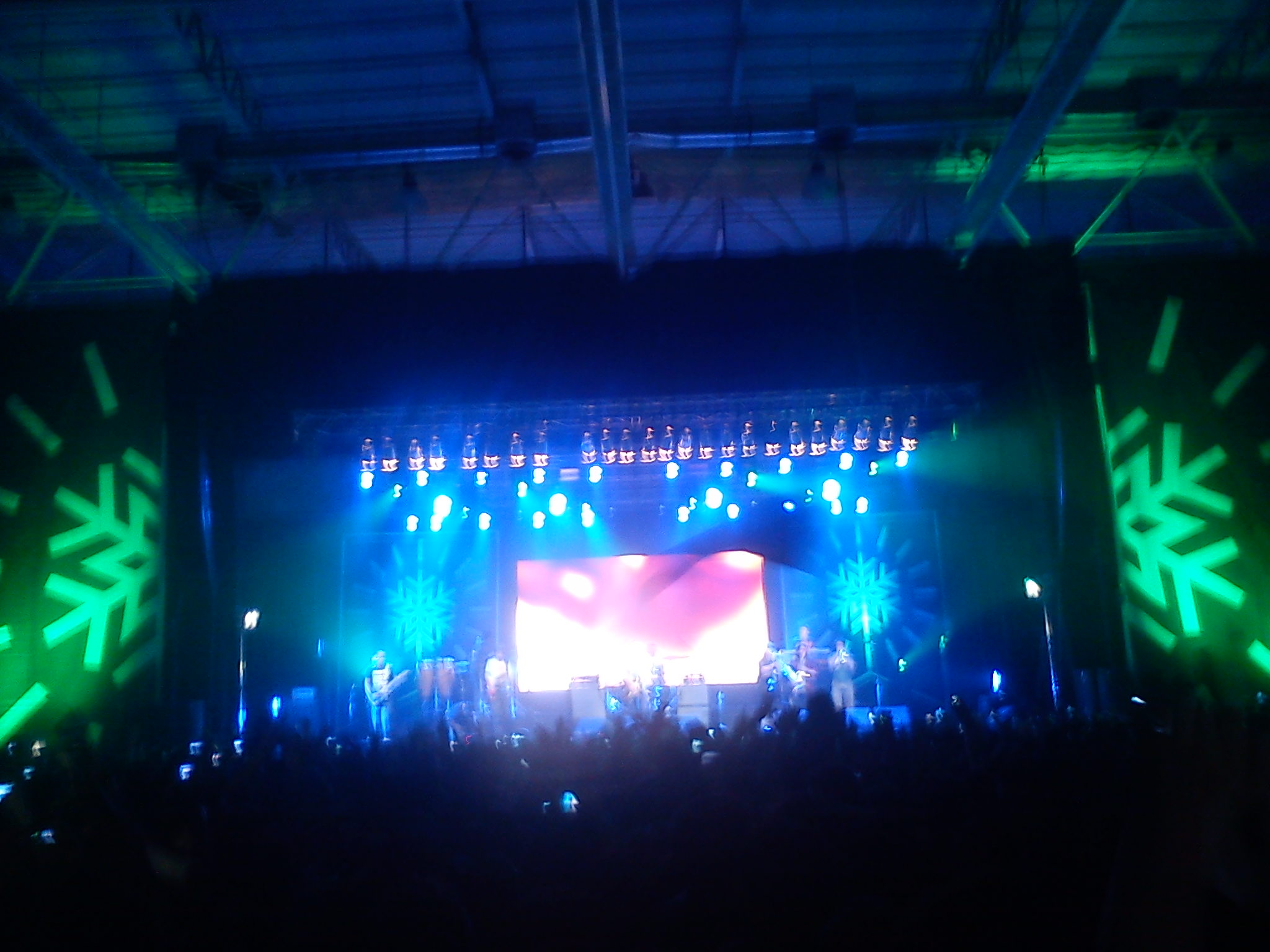
La banda en un recital en el Predio ferial de Comodoro Rivadavia.

En 2004, la banda comienza una gira por la Costa Atlántica, compartiendo escenarios con La Zurda y Bersuit Vergarabat. Intensificaron sus visitas a la Argentina, atrayendo cada vez mayor público, presentándose en las ciudades de La Plata, Morón, Ramos Mejía, Tandil, Lomas de Zamora y realizando un recital en Cemento el 29 de octubre. A fines de ese mismo año salió a la venta su tercer disco, Aunque cueste ver el sol, y realizan un tour por Europa abarcando más de cuarenta ciudades, entre ellas Múnich, Hamburgo, Bremen, Berlín, Viena, Berna y Madrid. Ese mismo año No Te Va Gustar festejaba sus 10 años como banda en Montevideo (Peatonal Sarandí).
En 2005, su placa fue presentada en vivo ante 15 000 personas en el Velódromo Municipal de Montevideo. El show fue grabado para su futura edición en DVD a finales de noviembre de ese año. En Buenos Aires, la presentación oficial se realizó el 30 del mismo mes en el Teatro de Colegiales. También se unió un nuevo miembro: Marcel Curuchet, en teclado.
El 22 de abril de 2006 se volvieron a presentar en el Velódromo Municipal de Montevideo, pero esta vez con localidades agotadas. Tuvieron que agregar una fecha más para el día siguiente. Un hecho similar les había ocurrido semanas antes en Argentina cuando se presentaron el 8 y 9 de abril en el Teatro de Flores, y también por localidades agotadas, tuvieron que agregar una fecha más, pero al no tener fechas disponibles debieron repetir la actuación el mismo día en el mismo lugar. A mitad de año, la banda graba su cuarto disco, Todo es tan inflamable, que fue presentado en diferentes ciudades del Uruguay y Argentina. También en este año, el baterista Pablo Abdala abandonó el grupo por temas personales.
El 17 de marzo de 2007 hacen la presentación oficial de su disco Todo es tan inflamable en el recién remodelado Estadio Charrúa de Montevideo ante un estimado de más de 20 000 personas. Esa noche además estrenaron baterista: Diego Bartaburu (unido en 2006), quien desde entonces se consolidó como integrante de la banda. Pablo Abdala, el exbaterista, es actualmente responsable de la producción artística. En ese mismo año, se alejó el bajista Mateo Moreno, por motivos personales y diferencias respecto al camino que estaba tomando la banda. Rápidamente se incorporó su nuevo bajista, Guzmán Silveira. Iban a presentar oficialmente en Buenos Aires El disco naranja el 10 de mayo en el Luna Park, pero por motivos ajenos a la banda el concierto se postergó para el 12 de mayo en el Estadio Obras Sanitarias y por entradas agotadas tuvieron que agregar una fecha para el día anterior. Sin embargo, la fecha del 12 no pudo ser, porque Bersuit Vergarabat tocaba ese día en el estadio de River, a pocas cuadras de Obras, y por seguridad, la fecha de No Te Va Gustar se pasó al domingo 13. A fin de año salió a la venta el DVD TaN, donde se reviven las canciones del disco Todo es tan inflamable que la banda interpretó casi 9 meses antes en el Estadio Charrúa de Montevideo.
El 2008 arrancó el 5 de abril en el Estadio River Plate con el Quilmes Rock, donde compartieron escenario con Guasones, Los Ratones Paranoicos, Las Pelotas y Los Piojos. Posteriormente ofrecieron tres recitales en el Teatro de Verano de Montevideo, el 11, 12 y 13 de abril, y luego tocaron por primera vez en el Luna Park de Buenos Aires, el 12 de junio. Estos no fueron los únicos recitales multitudinarios de No Te Va Gustar en el año, ya que el 6 de septiembre tocaron ante 7 000 personas en el Malvinas Argentinas (Microestadio AAAJ) de Buenos Aires, y el 11 de octubre realizaron junto a La Vela Puerca un concierto histórico en el Estadio Charrúa ante más de 23 000 personas, en el que en algunos momentos del recital estaban las dos bandas tocando a la vez en el escenario. El 22 de ese mes, sacaron su quinto álbum de estudio llamado El camino más largo, grabado en Elefante Blanco (Montevideo) entre mayo y agosto del mismo año.
La presentación oficial iba a realizarse el 14 de marzo en el Velódromo Municipal de Montevideo, pero una fuerte tormenta postergó el recital al día siguiente, lo que perjudicó no solo a la banda, sino a muchos de los fanáticos que iban a asistir, sobre todo los que habían cruzado desde Argentina y se tuvieron que volver. En Buenos Aires la presentación fue el 24, 25, y 26 de abril de 2009 en el Luna Park. donde tocaron temas tanto del nuevo disco como de discos anteriores. Con respecto a los miembros, se sumó Pablo Coniberti en guitarra.
En 2010, la banda sacó su sexto álbum, llamado Por lo menos hoy, y fue presentado el 19 de marzo de 2011, en las cercanías al Parque Rodó en Montevideo ante 60 000 personas, en un show gratuito. Por lo menos hoy también fue presentado en Argentina en abril de 2011, con cuatro shows en el Luna Park. Ese mismo mes el álbum alcanzó el disco de oro en ese país.
El 10 de noviembre de 2011, la banda estuvo nominada en dos categorías a los Premios Grammy Latinos, participando en la categoría Mejor álbum de rock con su disco Por lo menos hoy y en la categoría Mejor canción de rock con la canción «Chau». Los días 11, 12 y 13 de noviembre, la banda realizó 3 shows junto a Los Auténticos Decadentes y Agarrate Catalina en el Teatro de Verano en Montevideo; entre los tres días, se llegó a un total de 15 000 personas.
El 2011 se cerró con un show en Buenos Aires, al que concurrieron más de 25 000 personas. En este show se tocaron más de 30 canciones, recorriendo desde el primer hasta el último disco. En 2012 se publicó su último DVD llamado Público, convirtiéndose en DVD de Oro en Argentina a tan solo 6 semanas de salir a la venta, este reconocimiento se suma a los logros que la banda ha cosechado en el último tiempo como las dos nominaciones al Grammy Latino por su disco de estudio «Por lo menos hoy» (2010).
Luego del lanzamiento de Público, la banda se reunió en su estudio Elefante Blanco y comenzó a trabajar en su próximo álbum de estudio, llamado: El calor del pleno invierno. Además, en julio de este año lograron realizar un show en el Lunario del Auditorio Nacional de México, y así luego embarcarse hacia los Estados Unidos para hacer una gira junto a Los Auténticos Decadentes. Durante dicha gira por el país anglosajón, el tecladista Marcel Curuchet sufre un accidente en el Túnel Lincoln de Nueva York y pierde la vida el 14 de julio de 2012 tras agonizar durante dos días. Tras la muerte de Curuchet, suspendieron su gira hasta principios de septiembre, donde realizaron diez shows en La Trastienda de Montevideo (6 de septiembre y 4 en octubre) donde No Te Va Gustar se reencuentra con su público tras la tragedia del tecladista. El 15 de septiembre realizan un recital en La Plata ante más de 25 000 personas. En estos recitales adelantan un tema nuevo llamado «Sin pena ni gloria» de su próximo disco.  El 18 de septiembre del mismo año a través de las redes sociales y las radios dan a conocer el primer corte de difusión llamado: «A las nueve», el cual se tocaría posteriormente y por primera vez en vivo en un recital realizado en la localidad de Rosario del Tala, el 20 de septiembre de dicho año.
El 18 de octubre de 2012 se edita su séptimo álbum El calor del pleno invierno que a poco más de una semana logra obtener el Disco de Platino en Uruguay y disco de oro en Argentina. Este álbum fue dedicado a la memoria de Marcel Curuchet.
En enero de 2013 se anuncia que Francisco Nasser (hijo del cantautor uruguayo Jorge Nasser) ingresa a la banda como tecladista.
Con entradas agotadas 4 días antes del show, el 16 de marzo de 2013 se realiza presentación oficial de «El calor del pleno invierno» en el Velódromo Municipal de Montevideo, dando comienzo a una extensa gira sudamericana que supera ampliamente las expectativas de venta de entradas en todas las plazas. Dicho concierto contó con la presencia de invitados especiales como Chano Moreno Charpentier de Tan Biónica, Andrés Ciro Martínez de Ciro y los Persas, Gabriel Peluffo de la banda uruguaya «Buitres», Mateo Moreno y «Piti» Fernández, de La Franela.

El 6 de abril de ese mismo año, la banda se presenta en el predio de Costanera Sur, en la Ciudad autónoma de Buenos Aires, ante 55 000 personas. Luego recorrió 9 ciudades argentinas logrando una convocatoria récord de 124 000 personas, consolidando al grupo como el más convocante de los últimos tiempos en Sudamérica. En julio la banda inició la primera escala internacional de su gira con presentaciones en distintas ciudades de Latinoamérica, incluyendo Santiago de Chile, Panamá, Bogotá, Medellín, Arequipa, Cusco, Lima y Quito. En septiembre arrancó la segunda etapa de la gira por Argentina visitando Corrientes, Chaco, Formosa, Tucumán, Baradero, Gualeguaychú, Rafaela, Federación. En octubre fue el turno de Estados Unidos y México. Durante el mes de noviembre el tour pasó por el sur del país donde agotaron localidades en Bahía Blanca, Neuquén, Bariloche, Trelew, Río Grande y Mar del Plata. Sumando así más de 330 000 personas en todo el recorrido desde marzo hasta noviembre.  El último show de este tramo fue el sábado 23 en el Velódromo de Mar del Plata, con entradas agotadas un mes antes de la función. En lo que fue una noche especial compartida con amigos, ya que tocaron junto a Catupecu Machu ante más de 8 000 personas que se acercaron para presenciarlo.
Concluyendo el año, «El calor del pleno invierno» logra ser Doble Platino en Argentina y Triple Platino en Uruguay. La banda obtuvo dos nominaciones al Grammy Latino en las categorías Mejor Álbum de Rock y Mejor Canción de Rock con «A las nueve»; una nominación a los Premios Shock Colombia como Mejor Artista Nueva Ola Latinoamérica y una pre-nominación a los MTV EMA como Mejor Artista Sudamérica.
El 6 de marzo de 2014, se estrenó la película documental «El verano siguiente» que registró todo el proceso de composición del álbum «El calor del pleno invierno», incluyendo el golpe sufrido por el fallecimiento del tecladista, Marcel Curuchet. El 15 de marzo se presentaron en el Estadio Ciudad de La Plata, cerrando así su gira «El calor del pleno invierno». El 18 de agosto de 2014, se presentaron en el Parque Simón Bolívar de Bogotá, en los 20 años de Rock al Parque, el festival gratuito de rock más importante de Latinoamérica, donde tocaron ante unos 200 000 aficionados, compartiendo escenario con agrupaciones como La Etnnia, Super Litio, Cultura Profética, Molotov, Doctor Krapula, Aterciopelados y Anthrax, entre otros.
A fines del 2014, la banda lanza su álbum El tiempo otra vez avanza, el primero sin Marcel Curuchet. El álbum fue producido por Joe Blaney, el histórico productor de Charly García y The Clash. En abril de 2015 presentan el material en el estadio de Vélez en dos masivas fechas consecutivas.
En junio de 2017, sacan Suenan las alarmas, un disco con letra y música más oscura. Se diferencia mucho de su álbum anterior y sus sencillos fueron "Prendido fuego", "Para cuando me muera", y "Los villanos". Contó con la producción de Héctor Castillo, que trabajó con Gustavo Cerati entre otros. Fue editado en vinilo.
Luego de una extensa gira de presentación de Suenan las alarmas, lanzan Otras canciones en abril de 2019. Contiene canciones clásicas de la banda como "A las nueve" o "Chau" reversionadas en un estilo acústico con invitados de lujo como Jorge Drexler y Julieta Venegas.
En 2020 Gonzalo Castex se retira de la banda.
En mayo de 2021 sacan "Luz" un disco con letra y música más sentimental y emocional. Se diferencia mucho de su álbum anterior y sus sencillos fueron "No Te Imaginas" y "Venganza" junto a la artista argentina Nicki Nicole. Contó con la producción de Héctor Castillo y fue editado en CD.
Por otro lado, "Luz" es el primer disco sin el percusionista Gonzalo "Japo" Castex, músico que formaba parte de la formación original de la banda, quién decidió abandonar el grupo tras una decisión personal.

## Estilo musical e influencias
En una entrevista reciente, Emiliano Brancciari nombra como influencias a Rubén Rada, Fernando Cabrera, Jaime Roos, The Beatles, The Police, Charly García, Soda Stereo, Patricio Rey y sus Redonditos de Ricota, Riff, The Rolling Stones y Creedence Clearwater Revival.

## Miembros

### Miembros actuales
- Emiliano Brancciari (1994-presente): voz, guitarra
- Mauricio Ortiz (2001-presente): saxo
- Denis Ramos (2000-presente): trombón, coros
- Martin Gil (1997-presente): trompeta, coros
- Guzmán Silveira (2007-presente): bajo, coros
- Pablo Coniberti (2009-presente): guitarra, coros
- Francisco Nasser (2012-presente): teclados, guitarra, coros
- Diego Bartaburu (2006-presente): batería

### Antiguos miembros
- Gonzalo Castex - percusión, guitarra, coros (1994-2020)
- Pablo Adbala - batería (1994-2006)
- Mateo Moreno - bajo (1994-2007)
- Pamela Retamoza (1996-2001): saxo
- Emiliano García (1996-2001): saxo
- Nicolas Saldivia (1996-1997): trompeta
- Santiago Svirsky (1996-2000): trombón
- Marcel Curuchet † - teclado, coros (2005-2012)

## Discografía

### Álbumes de estudio
- 1) 1999: Sólo de noche
- 2) 2002: Este fuerte viento que sopla
- 3) 2004: Aunque cueste ver el sol
- 4) 2006: Todo es tan inflamable
- 5) 2008: El camino más largo
- 6) 2010: Por lo menos hoy
- 7) 2012: El calor del pleno invierno
- 8) 2014: El tiempo otra vez avanza
- 9) 2017: Suenan las alarmas
- 10) 2019: Otras canciones
- 11) 2021: Luz

### Álbumes en vivo y recopilatorios y EP
- 2005: MVD 05/03/05
- 2007: TaN
- 2009: Sólo de día
- 2012: Público
- 2014: NTVG en vivo - Buenos Aires
- 2020: Otras canciones - En vivo en Latinoamérica
- 2022: En vivo en el Estadio Único de La Plata
- 2024: Portal Sessions - No te va Gustar
- 2024: Desde Acá Qué Cerca Queda el Cielo
- 2025: Cómo me Gusta Verte Reír

## Giras
| #   | Título de la gira                          | Álbum promocionado                        | Años de duración        |
| --- | ------------------------------------------ | ----------------------------------------- | ----------------------- |
| 1.  | "Tour Solo de noche"                       | Sólo de noche                             | 12/02/2000-20/01/2002   |
| 2.  | "La Única Voz Tour"                        | Este fuerte viento que sopla              | 12/10/2002-13/07/2004   |
| 3.  | "Tour Aunque cueste ver el sol"            | Aunque cueste ver el sol                  | 01/11/2004-26/08/2006   |
| 4.  | "Tour Raro e Inflamable"                   | Todo es tan inflamable                    | 09/12/2006-12/06/2008   |
| 5.  | "Tour El camino más largo"                 | El camino más largo                       | 06/09/2008-25/09/2010   |
| 6.  | "Tour Por lo menos hoy/Público"            | Por lo menos hoy/Público                  | 09/10/2010-15/12/2012   |
| 7.  | "Tour El calor del pleno invierno+20 años" | El calor del pleno invierno               | 02/02/2013-12/05/2014   |
| 8.  | "Tour Viajando sin Espada"                 | El tiempo otra vez avanza                 | 28/08/2014-20/05/2017   |
| 9.  | "Suenan las Alarmas World Tour"            | Suenan las alarmas                        | 08/07/2017-26/11/2018   |
| 10. | "XXV Aniversario Tour"                     | Otras canciones                           | 28/11/2018-11/03/2020   |
| 11. | "Luz Tour"                                 | Luz                                       | 13/12/2021 - 05/11/2022 |
| 12. | "30 Años Tour"                             | Conmemoración por los 30 años de la banda | 03/02/2024 - 14/12/2024 |

## Filmografía
- El verano siguiente (Documental 2014)
- Lejos de los focos (Película/documental 2021)

## Premios y nominaciones
| Año  | Premio                 | Categoría                             | Trabajo nominado                         | Resultado | Ref.   |
| ---- | ---------------------- | ------------------------------------- | ---------------------------------------- | --------- | ------ |
| 2003 | Premios Graffiti       | Mejor compositor del año              | Emiliano Brancciari                      | Ganador   | [ 12 ] |
| 2003 | Premios Graffiti       | Mejor álbum del año                   | Este fuerte viento que sopla             | Ganadores | [ 12 ] |
| 2003 | Premios Graffiti       | Mejor diseño de portada               | Este fuerte viento que sopla             | Nominados | [ 13 ] |
| 2003 | Premios Graffiti       | Mejor productor del año               | Mariano Pavés                            | Nominados | [ 13 ] |
| 2003 | Premios Graffiti       | Mejor tema del año                    | «Como brillaba tu alma»                  | Nominados | [ 13 ] |
| 2003 | Premios Graffiti       | Mejor grupo del año                   | —                                        | Nominados | [ 13 ] |
| 2003 | Premios Graffiti       | Artista del año                       | —                                        | Nominados | [ 13 ] |
| 2004 | Premios Graffiti       | Mejor videoclip del año               | «Te voy a llevar»                        | Nominados | [ 14 ] |
| 2005 | Premios Graffiti       | Mejor compositor                      | Emiliano Brancciari                      | Nominado  | [ 15 ] |
| 2005 | Premios Graffiti       | Mejor tema                            | «Verte reír»                             | Nominados | [ 15 ] |
| 2005 | Premios Graffiti       | Mejor videoclip                       | «Reevolución»                            | Nominados | [ 15 ] |
| 2005 | Premios Graffiti       | Mejor grupo                           | Aunque cueste ver el sol                 | Nominados | [ 15 ] |
| 2005 | Premios Graffiti       | Mejor álbum                           | Aunque cueste ver el sol                 | Nominados | [ 15 ] |
| 2006 | Premios Graffiti       | Mejor página web del año              | —                                        | Nominados | [ 16 ] |
| 2006 | Premios Graffiti       | Mejor edición especial                | Mvd 05/03/05                             | Nominados | [ 16 ] |
| 2006 | Premios Graffiti       | Mejor show nacional                   | NTVG en el Velódromo (Voto popular)      | Ganadores | [ 17 ] |
| 2007 | Premios Graffiti       | Mejor videoclip del año               | «Pensar»                                 | Nominados | [ 18 ] |
| 2007 | Premios Graffiti       | Mejor tema del año                    | «Pensar»                                 | Nominados | [ 18 ] |
| 2007 | Premios Graffiti       | Mejor grupo del año                   | Todo es tan inflamable                   | Nominados | [ 18 ] |
| 2008 | Premios Graffiti       | Mejor DVD                             | Tan                                      | Ganadores | [ 19 ] |
| 2008 | Premios Graffiti       | Mejor álbum en vivo                   | Tan                                      | Ganadores | [ 19 ] |
| 2008 | Premios Graffiti       | Artista del año                       | (Voto popular)                           | Ganadores | [ 19 ] |
| 2008 | Premios Graffiti       | Mejor videoclip                       | «Poco»                                   | Nominados | [ 20 ] |
| 2009 | Premios Graffiti       | Mejor diseño de arte                  | El camino mas largo                      | Nominados | [ 21 ] |
| 2009 | Premios Graffiti       | Mejor álbum de rock                   | El camino mas largo                      | Nominados | [ 21 ] |
| 2009 | Premios Graffiti       | Álbum del año                         | El camino mas largo                      | Nominados | [ 21 ] |
| 2009 | Premios Graffiti       | Mejor compositor                      | Emiliano Brancciari                      | Nominados | [ 21 ] |
| 2009 | Premios Graffiti       | Tema del año                          | «Como si estuviera»                      | Nominados | [ 21 ] |
| 2009 | Premios Graffiti       | Artista del año en vivo               | (Voto popular)                           | Ganadores | [ 22 ] |
| 2009 | Premios Graffiti       | Artista del año                       | (Voto popular)                           | Ganadores | [ 22 ] |
| 2010 | Premios Graffiti       | Mejor DVD musical                     | Solo de noche – Edición 10 años          | Nominados | [ 23 ] |
| 2010 | Premios Graffiti       | Mejor edición especial                | Solo de noche – Edición 10 años          | Nominados | [ 23 ] |
| 2010 | Premios Quiero         | Mejor video rock                      | «Cero a la izquierda»                    | Nominados | [ 24 ] |
| 2011 | Premios Graffiti       | Mejor diseño de arte                  | Por lo menos hoy                         | Nominados | [ 25 ] |
| 2011 | Premios Graffiti       | Mejor álbum pop                       | Por lo menos hoy                         | Nominados | [ 25 ] |
| 2011 | Premios Graffiti       | Mejor álbum de rock                   | Por lo menos hoy                         | Nominados | [ 25 ] |
| 2011 | Premios Graffiti       | Mejor álbum del año                   | Por lo menos hoy                         | Nominados | [ 25 ] |
| 2011 | Premios Graffiti       | Mejor videoclip                       | «Cero a la izquierda»                    | Nominados | [ 25 ] |
| 2011 | Premios Graffiti       | Tema del año                          | «Cero a la izquierda»                    | Nominados | [ 25 ] |
| 2011 | Premios Graffiti       | Mejor compositor                      | Emiliano Brancciari                      | Ganador   | [ 26 ] |
| 2011 | Premios Graffiti       | Mejor álbum del año                   | Por lo menos hoy (Voto popular)          | Ganadores | [ 26 ] |
| 2011 | Premios Graffiti       | Tema del año                          | «Cero a la izquierda» (Voto popular)     | Ganadores | [ 26 ] |
| 2011 | Premios Graffiti       | Artista del año (Voto popular)        | —                                        | Ganadores | [ 26 ] |
| 2011 | Premios Grammy Latinos | Mejor álbum de rock                   | Por lo menos hoy                         | Nominados | [ 27 ] |
| 2011 | Premios Grammy Latinos | Mejor canción de rock                 | «Chau»                                   | Nominados | [ 27 ] |
| 2012 | Premios Quiero         | Mejor video rock                      | «A las nueve»                            | Ganadores | [ 28 ] |
| 2013 | Premios Iris           | Grupo del año                         | —                                        | Nominados | [ 29 ] |
| 2013 | Premios Iris           | Canción del año                       | «A las nueve»                            | Ganadores | [ 29 ] |
| 2018 | Premios Graffiti       | Mejor álbum de rock                   | Suenan las alarmas                       | Nominados | [ 30 ] |
| 2020 | Premios Graffiti       | Mejor vídeo de larga duración musical | Otras canciones (En vivo)                | Ganadores | [ 31 ] |
| 2020 | Premios Graffiti       | Mejor álbum en vivo                   | Otras canciones (En vivo)                | Nominados | [ 32 ] |
| 2020 | Premios Graffiti       | Banda del año                         | Otras canciones (En vivo)                | Nominados | [ 32 ] |
| 2020 | Premios Graffiti       | Álbum del año                         | Otras canciones (En vivo)                | Nominados | [ 32 ] |
| 2020 | Premios Graffiti       | Mejor videoclip presentación en vivo  | «Chau» (con Julieta Venegas)             | Nominados | [ 32 ] |
| 2021 | Premios Grammy Latinos | Mejor álbum de rock                   | Luz                                      | Pendiente | [ 33 ] |
| 2021 | Premios Grammy Latinos | Mejor canción de rock                 | «Venganza» (con Nicki Nicole)            | Pendiente | [ 33 ] |
| 2021 | Premios Graffiti       | Mejor álbum en vivo                   | Otras canciones en vivo en Latinoamérica | Nominados | [ 34 ] |